# Stahlnetz (Band)
Stahlnetz ist eine deutsche Band aus Wuppertal mit der Stilrichtung Minimal Electro und Synthie-Pop. Gründungsmitglieder waren Jochen Rausch (Gesang, Keyboard) und Detlev Cremer (Schlagzeug). Ihr Debüt hatte sie 1982 mit der LP Wir sind glücklich, aus der die Singles Vor all den Jahren und Der Seemann und die Stewardess ausgekoppelt wurden. Produzent war Conny Plank.
Rausch und Cremer waren auch in der Band Die Helden aktiv und bilden mittlerweile das Duo LEBENdIGITAL.
2024 startete die Band ein Comeback mit Jochen Rausch (Gesang, Keyboard) und Oliver Fey (Gesang, Bass, E-Schlagzeug). Auch Live-Konzerte fanden unter anderem in Wuppertal, Solingen, Stuttgart und Berlin statt. Weitere Konzerte und ein neues Album sind in Planung.

## Diskografie
Alben:
- 1982: Wir sind glücklich (Ariola)
- 2020: Music for Smartphones

Singles:
- 1982: Promotion E.P. (Ariola)
- 1982: Vor all den Jahren (Ariola)

Kompilationsbeiträge:
- 1982: Vor all den Jahren auf Neue Gangart – Flotte Rhythmen für die ’80er / Wertstabil / Jugendfrei (Arcade Records)
- 1982: Vor all den Jahren auf Neu Deutsch (Ariola)
- 1985: Walk Man Walk auf Home-Made Music for Home-Made People Vol. 1: "Noisy But Chic" (Insane Music)
- 1996: Vor all den Jahren auf Shock Waves Vol. I (Shockwaves / Noise Records)
- 1998: Vor all den Jahren auf Abby – The Compilation (Placebo Records)
- 2004: Rot auf Eigentlich bin ich super für dich (Paul! Deutschland)
- 2010: Vor all den Jahren [7" Version] auf Wave Klassix Volume 4 (Wave Records)